# Michel Menin
 (février 2021).
Si vous disposez d'ouvrages ou d'articles de référence ou si vous connaissez des sites web de qualité traitant du thème abordé ici, merci de compléter l'article en donnant les références utiles à sa vérifiabilité et en les liant à la section « Notes et références ».
Pour les articles homonymes, voir Menin (homonymie).
Michel Menin est un funambule français né à Lons-le-Saunier (Jura) le 12 septembre 1948 d'une famille d'agriculteurs.

## Parcours
Enfant, Michel Menin se fait remarquer par son goût de l'aventure et l'absence de la peur du risque, grimpant au sommet des arbres et escaladant les falaises calcaires de son Jura natal.
En raison de ses compétences en escalade, en 1980 il lui est demandé d'aider le funambule Michel Brachet, dit « Le Diable blanc », à installer son câble dans les falaises dominant le lac de Chalain lors du spectacle La Falaise des Fous organisé par Michel Crespin des Saltimbank réunis.
Émerveillé par la prouesse du funambule, habitué au vide et doué d'un bon sens de l'équilibre, Michel Menin décide alors de s'exercer à cet art.
Engagé pour creuser des tunnels aux grottes du Cerdon (01) pour ses compétences reconnues de spéléologie, c'est en secret, dans l'immense salle que renferme cette grotte touristique, que Michel Menin s'entraîne, d'abord sur une petite installation rapidement démontable, puis sur le câble d'un ancien téléphérique qui avait servi autrefois à descendre des fromages à affiner dans la grotte.
Bien entraîné et décidé à faire de ses nouvelles compétences d'équilibriste son métier, mais peu au courant de l'organisation des spectacles, de leur mise en scène et de leur vente, il trouve en Guy Boley un funambule désirant se reconvertir dans l'écriture théâtrale un très bon conseiller qui en plus lui céda son autocar aménagé pour présenter son numéro de funambule sur fil horizontal Le Carafunambule.
Depuis, Michel Menin parcourt toute la France, l'Europe et le monde pour tendre son fil entre immeubles ou en travers des vallées.
Il est aidé par son épouse Élisabeth qui lui tend les câbles sur lesquels il marche

## Performances
Michel Menin se fait aussi connaître par divers records du monde et performances :
- le 4 octobre 1986 il parcourt 7 kilomètres en allers-retours sur un fil de 125 mètres de longueur tendu à 15 mètres du sol à Dole en 3 heures, 37 minutes et 3 secondes, pulvérisant ainsi le record de l'époque.
- les 1er et 2 mars 1988, Michel Menin marche sur un câble tendu au-dessus du Salto Ángel au Venezuela avec 1 008 mètres de vide sous ses pieds. C'est toujours le record du monde de hauteur sur site naturel.
- le 4 août 1989, Michel Menin marche sur un fil tendu dans une structure circulaire suspendue sous une montgolfière, jusqu'à 3 150 mètres au-dessus du sol, record jamais battu depuis.
- en mai 1997, au fond du gouffre de Poudrey près de Besançon, Michel Menin tend son fil à 15 m de haut mais à 50 m sous terre, et reste 19 jours sur ce fil.
- le 2 août 1997, Michel Menin, alors maire-adjoint de Revigny (Jura) marie sa fille Catherine avec Stéphane sur trois fils à 9 m de hauteur.
- le 30 novembre et le 1er décembre 2002, pour clore la formation au funambulisme de son élève Catherine Léger, Michel Menin et Catherine Léger évoluent ensemble sur un fil tendu au Mexique en travers de la vaste entrée du gouffre Sotano de las Golondrinas au-dessus de 345 m de vide, et se croisent sur le fil.
- le 21 août 2005 à Vierzon (Cher), Michel Menin marche sur un fil tendu à 15 m de hauteur, et sur une longueur de 250 m, pendant 6 heures, 38 minutes et 14 secondes, effectuant 24 allers et retours, totalisant 12 000 m et battant ainsi largement son précédent record du monde.
- Le 3 décembre 2011 à l'occasion du Téléthon à Lons-le-Saunier il bat à nouveau son précédent record du monde de distance parcourue en allers et retours sur un fil en parcourant 16,25 km en 8 heures.